# Johannes Schulz
Johannes Schulz (23 de octubre de 1892 - 27 de noviembre de 1943) fue un oficial alemán en la Wehrmacht durante la II Guerra Mundial quien también sirvió en el ejército de la Alemania Imperial durante la I Guerra Mundial. Durante la II Guerra Mundial brevemente comandó la 9.ª División Panzer. También recibió la Cruz de Caballero de la Cruz de Hierro de la Alemania Nazi.

## Biografía
Nacido en 1892, Schulz entró en el ejército de la Alemania Imperial como ingeniero a la edad de 18 años. Sirvió en la I Guerra Mundial y estuvo entre el personal retenido en el Reichswehr (Defensa Imperial) de posguerra. Fue licenciado en 1920 con el rango de Hauptmann (capitán). Después de un periodo como civil, retornó al ejército en 1934 uniéndose a la rama del Heer (Ejército) de la Wehrmacht, inicialmente con su rango previo de Hauptmann. Para 1938 era comandante del 70.º Batallón de Ingenieros. Al año siguiente ocupó un puesto en el personal del Oberkommando des Heeres (OKH), el Alto Mando Supremo del Heer. En marzo de 1943, ahora como Oberst (Coronel), recibió el mando del 10.º Regimiento de Granaderos Panzer que formaba parte de la 9.ª División Panzer. Mientras lideró el regimiento en septiembre de 1943, recibió la Cruz de Caballero de la Cruz de Hierro.
Tras caer herido el comandante de la 9.ª División Panzer, Erwin Jollasse, en octubre de 1943, Schulz tomó el control como comandante divisional. Su tiempo liderando la división fue breve ya que murió el 27 de noviembre de 1943 en el área al norte de Kryvyi Rih en el curso de la Ofensiva del Bajo Dniéper del Ejército Rojo. Fue promovido póstumamente a Generalmajor (Mayor General).